# Provincia di Fianarantsoa

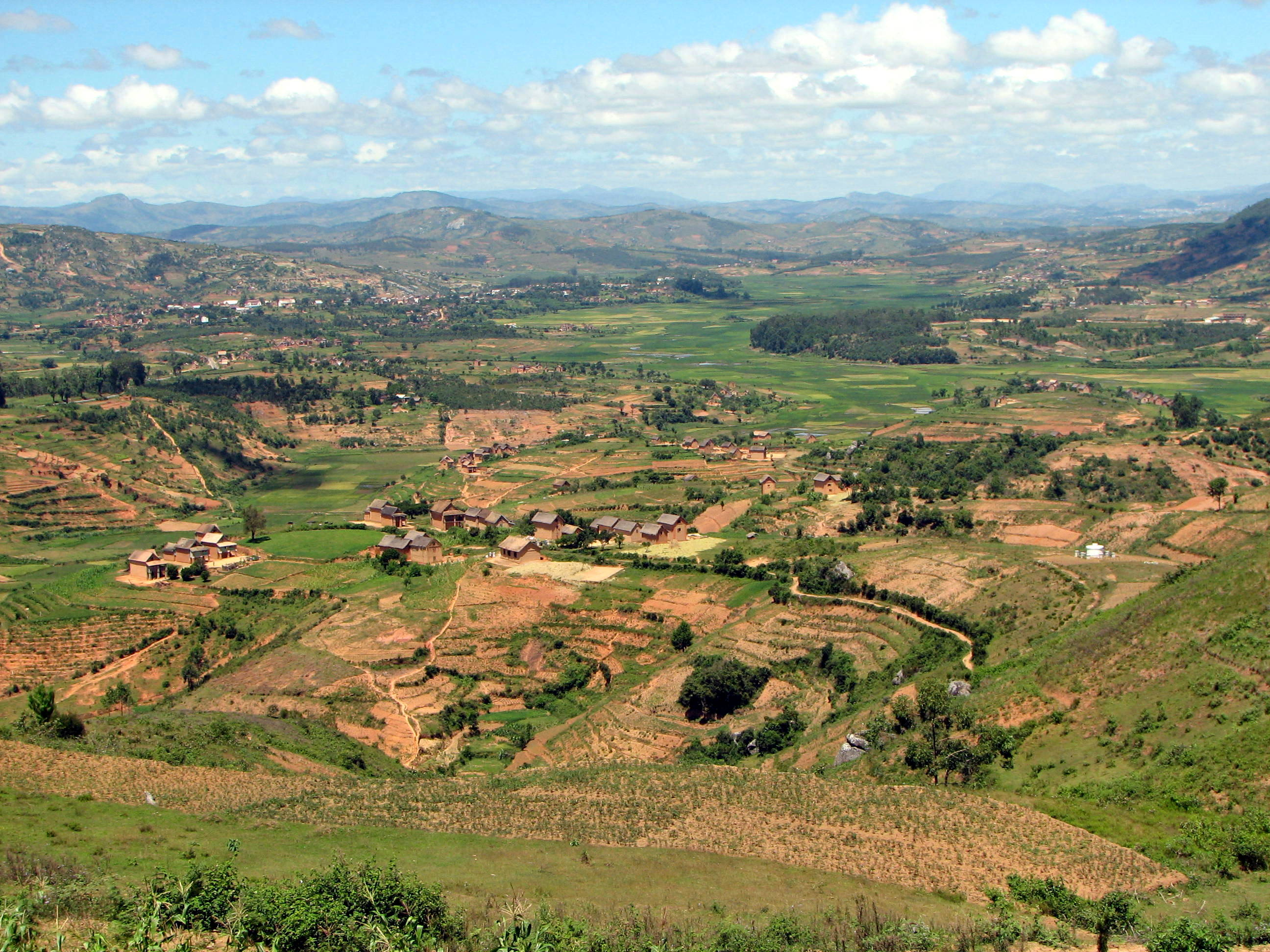
Panorama degli altopiani di Fiaranantsoa

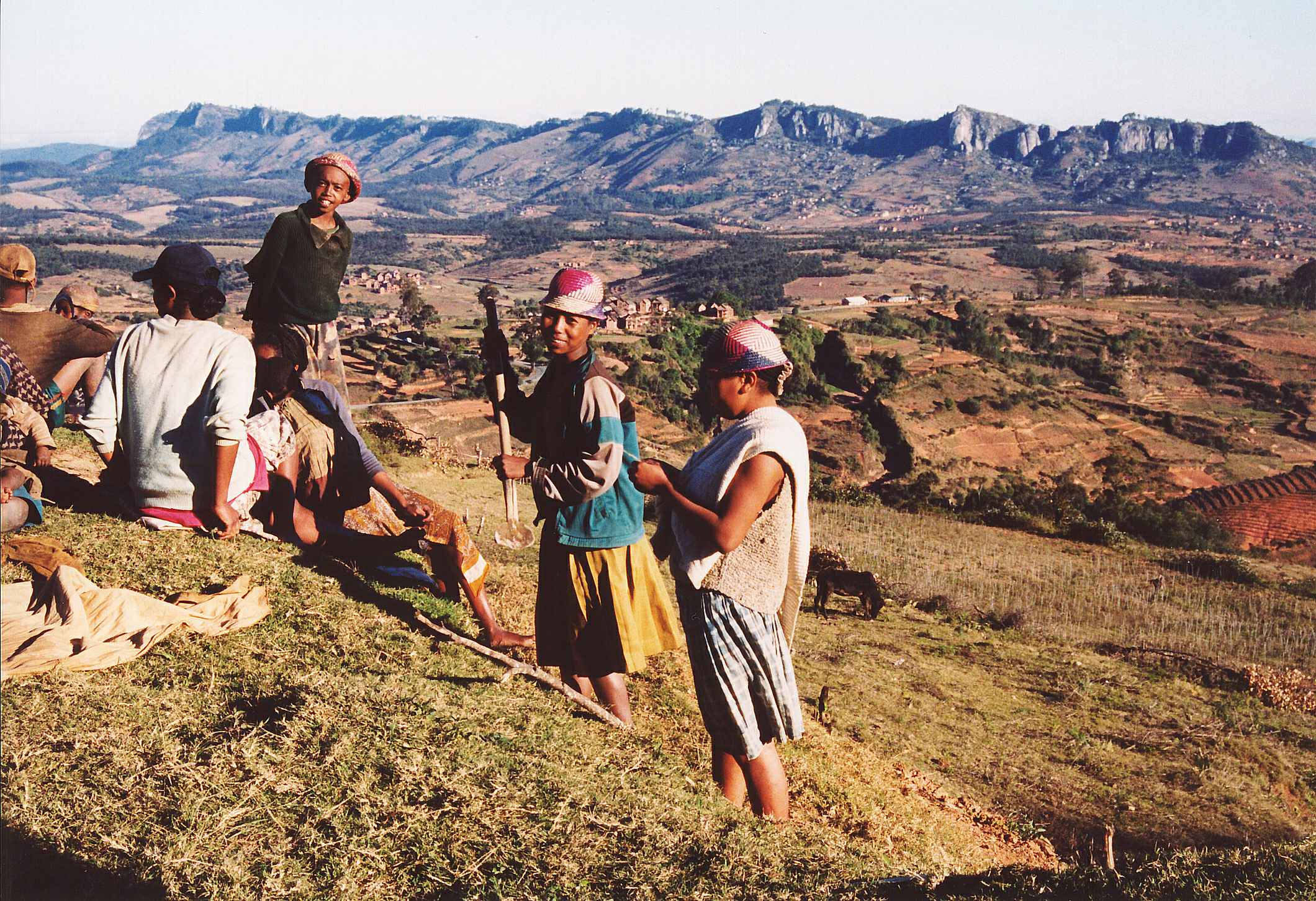
Contadini degli altopiani di Fiaranantsoa

La provincia di Fianarantsoa è la seconda provincia più grande del Madagascar. Il suo capoluogo è la città di Fianarantsoa.
La provincia si trova nella parte centro-meridionale dell'isola, in una zona ricca di foreste e acqua, e ad ovest confina con la provincia di Toliara. Fianarantsoa è una zona turistica e ha numerose ricchezze naturali: fra queste anche due parchi naturali, il Parco Nazionale di Ranomafana e il Parco Nazionale dell'Isalo.
Storicamente, con  la dominazione dei Betsileo, Fiaranantsoa si divideva in cinque regni autonomi, ma adesso, anche per effetto della suddivisione del periodo coloniale, la provincia di Fianarantsoa è popolata da altri gruppi etnici, che in passato non vi risiedevano.
Della provincia di Fiaranantsoa fanno parte le città di Mananjary, Manakara, Farafangana, Vangaindrano, Ikongo e Ihosy.
La regione di Amoron'i Mania, dove vivono i Betsileo del Nord, è tra le zone più popolate della provincia. Fianarantsoa è una provincia che è stata quasi abbandonata durante la seconda Repubblica, e presenta quindi un ritardo di sviluppo.
Le esigenze di vita hanno però spinto tanti popoli, come i Merina o i Betsileo, a spargersi in tutta l'Isola sia per offrire servizi al popolo malgascio sia per cercare terre fertili per la coltivazione.
La provincia di Fianarantsoa ha una speranza di sviluppo basata sulle sue ricchezze naturali: ad esempio Ilakaka, una nuova città al Sud-Ovest, è nata a causa della ricerca delle pietre preziose; ma anche Ambatofinandrahana e Anjomà Nandihizana hanno importanti risorse naturali.
I Betsileo hanno una lunga tradizione nella coltivazione di riso e i loro antenati sono stati in grado di convogliare l'acqua tramite canali verso le colline e creare così delle terrazze da coltivare; questa è una delle grandi eredità che rimangono ancora.
I Bara d'Ihosy, invece, allevano animali domestici come buoi e pecore. I tanala e il popolo della costa Est vivono dei frutti della foresta e soprattutto di caffè, litchi, garofano e banane, che vengono anche esportati, e di quello che traggono dal mare con la pesca.

## Geografia antropica

### Suddivisioni amministrative
La provincia di Fianarantsoa comprende le seguenti Regioni (faritra):
| Regione             | Capoluogo    | Popolazione | Superficie (km²) |
| ------------------- | ------------ | ----------- | ---------------- |
| Haute Matsiatra     | Fianarantsoa | 1 128 900   | 21 080           |
| Amoron'i Mania      | Ambositra    | 693 200     | 16 141           |
| Vatovavy-Fitovinany | Manakara     | 1 097 700   | 19 605           |
| Atsimo-Atsinanana   | Farafangana  | 621 200     | 18 863           |
| Ihorombe            | Ihosy        | 189 200     | 26 391           |

e i seguenti Distretti (fivondronana):
1. Distretto di Ambalavao
2. Distretto di Ambatofinandrahana
3. Distretto di Ambohimahasoa
4. Distretto di Ambositra
5. Distretto di Befotaka
6. Distretto di Fandriana
7. Distretto di Farafangana
8. Distretto di Fianarantsoa I (urbano)
9. Distretto di Iakora
10. Distretto di Ifanadiana
11. Distretto di Ihosy
12. Distretto di Ikalamavony
13. Distretto di Ikongo
14. Distretto di Ivohibe
15. Distretto di Manakara Atsimo
16. Distretto di Manandriana
17. Distretto di Mananjary
18. Distretto di Midongy
19. Distretto di Nosy-Varika
20. Distretto di Vangaindrano
21. Distretto di Vohipeno
22. Distretto di Vondrozo